# Laccophilus sublineatus
Laccophilus sublineatus är en skalbaggsart som beskrevs av Sharp 1882. Laccophilus sublineatus ingår i släktet Laccophilus och familjen dykare. Inga underarter finns listade i Catalogue of Life.